# Rhynchospiza strigiceps
El chingolo coronicastaño o cachilo de corona castaña (Rhynchospiza strigiceps) es una especie de ave paseriforme de la familia Passerellidae que vive en Sudamérica.

## Distribución y hábitat
Se encuentra en Argentina, Paraguay y el sur de Bolivia. Sus hábitats naturales son los bosques secos subtropicales y las zonas de matorral seco.